# Giuseppe Lipparini
Giuseppe Lipparini (Bologna, 2 settembre 1877 – Bologna, 5 marzo 1951) è stato un critico letterario, poeta e scrittore italiano.

## Biografia
Fu professore di letteratura italiana ad Urbino, a Matera e a Palermo, poi insegnò Storia dell'Arte all'Accademia di Belle Arti di Bologna. Fu anche giornalista, collaboratore di Athena, del Resto del Carlino del Corriere della Sera e del Messaggero di Roma. Fu inoltre presidente dell'Accademia di Belle Arti e terzo presidente (1915-45) dell'Associazione per le Arti Francesco Francia di Bologna. 
Appartenne al neoclassicismo, movimento letterario che cercava di rappresentare la realtà, esaltando i valori degli scrittori latini e dell'umanesimo e si proponeva di conservare la tradizione letteraria italiana da Dante a Leopardi.
In Arte e Stile, pubblicato nel 1930, Lipparini affermava: «Ma in verità, per noi Italiani, il latino non deve essere una lingua morta. È la lingua dei padri Romani, è l'italiano antico dei dominatori del mondo». A proposito della lingua italiana scrive: «Uno scrittore è tanto più grande, quanto più sono vive le parole di cui egli si serve. In Dante, nell'Ariosto, nel Leopardi, nel Manzoni le parole vivono di vita propria, si illuminano e si aiutano l'una con l'altra. Ad ognuna di esse corrisponde un'idea, e noi vediamo, pensiamo, sentiamo tutto quello che l'autore ha voluto farci vedere, pensare, sentire. Ma questo non accade negli scrittori mediocri. Noi diciamo senz'altro che essi sono "noiosi", perché nei loro scritti le parole sono fiacche, monotone e quasi morte».
Lipparini, come altri poeti nel primo quindicennio del Novecento, cercò di fare poesia rievocando liriche pascoliane. Scrisse le raccolte di poesie Sogni, I canti di Mèlitta (pubblicata nel 1925 con le illustrazioni di Antonello Moroni), Stato d'animo e pubblicò anche prose: raccolte di articoli di cultura varia (Passeggiate, Divertimenti, Convito), romanzi.
Scrisse I racconti di Cutigliano, del 1930 (a Cutigliano si trovava allora per motivi di salute e fu lì che si sposò); Virgilio, l'uomo, l'opera, i tempi nel 1925; Il fiore di lingua - Regole pratiche ed esercizi di grammatica (1940); Grammatica italiana; Epos Italico, letture dalla Gerusalemme liberata e dall'Orlando Furioso; Figure ed episodi della Divina Commedia; Aprile (1946); L'Accademia di Belle Arti e l'Accademia Clementina di Bologna, varie monografie sugli scrittori italiani, dai trecentisti in poi.
Con il suo romanzo Il signore del tempo (pubblicato originariamente a puntate in appendice sul Resto del Carlino nel 1902 e ristampato in volume nel 1904) fu un precursore della fantascienza in Italia. Il romanzo narra dell'invenzione di un cronoscopio, uno speciale procedimento fotografico che permette di vedere nel passato, e delle drammatiche conseguenze che ciò comporta al suo ideatore.
È sepolto nel Chiostro Maggiore del Cimitero monumentale della Certosa di Bologna.

## Opere
(parziale)

### Poesia
- Sogni, Bologna, 1898
- I canti di Mèlitta, Ancona, G. Puccini, 1910
- Le foglie dell'Alloro, poesie, 1898-1913, Bologna, Zanichelli, 1916.
- Stato d'animo, Bologna, 1918

### Romanzi
- L'ombrosa, Bologna, Beltrami, 1900
- L'osteria dalle tre gore. Romanzo, Ancona, Giovanni Puccini e figli, 1911.
- Il signore del tempo, Remo Sandron Editore, Milano, 1904. (Pubblicato originariamente in appendice su Il Carlino, 1902)[4]
- Le fantasie della giovane Aurora, Vallecchi, Firenze, 1920.
- I quattro fanti - romanzo del dopoguerra, Vallecchi, Firenze, 1921.

### Racconti e novelle
- II filo d'Arianna, novelle, Treves, 1910.
- Calze di seta (novelle), Vitagliano, Milano, 1920
- I racconti di Cutigliano, 1930

### Raccolte di articoli
- Passeggiate, Firenze, 1923
- Divertimenti, Milano, 1930
- Convito, Milano, 1939

### Saggi e monografie

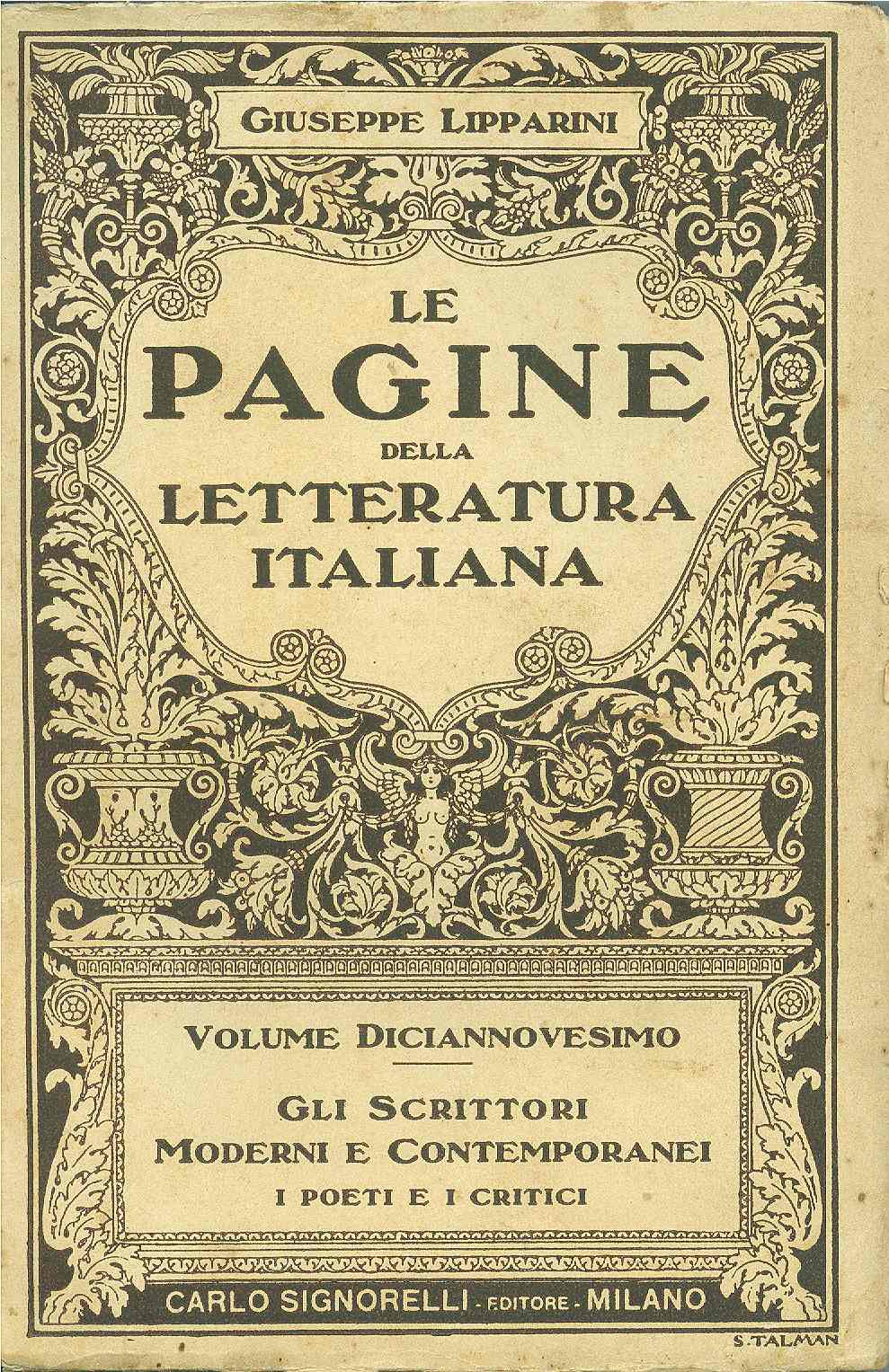
Copertina dell'ultimo volume dell'antologia Le pagine della letteratura italiana, edita da Carlo Signorelli a cura di Giuseppe Lipparini

- Lo stile italiano: precetti ed esempi di retorica e stilistica con brevi cenni di storia letteraria per gli alunni delle scuole medie superiori, Milano, Carlo Signorelli, 1919.
- Le pagine della letteratura italiana, 19 voll., Milano, Carlo Signorelli, 1923-1925.
- Virgilio, l'uomo, l'opera, i tempi, 1925
- Boccaccio, Firenze, 1928
- Arte e stile: tavole schematiche di stilistica e letteratura per gli alunni delle scuole medie, Milano, Carlo Signorelli editore, 1930.
- Oriani, Torino, 1937
- Pascoli, Milano, 1938
- Il fiore di lingua - Regole pratiche ed esercizi di grammatica, ed. C. Signorelli, Milano, 1940
- Epos Italico, letture dalla Gerusalemme liberata e dall'Orlando Furioso, ed. C. Signorelli, Milano
- Figure ed episodi della Divina Commedia, ed. C. Signorelli, Milano
- Aprile, ed. C. Signorelli, Milano, 1946
- L'Accademia di Belle Arti e l'Accademia Clementina di Bologna, Editore Minerva, Bologna
- Cercando la Grazia, critica, Zanichelli, 1906.

### Traduzioni
- Fedro, Favole scelte, Signorelli, 1926.
- Publio Virgilio Marone, Bucoliche e Georgiche, Istituto editoriale italiano, 1927.
- Publio Virgilio Marone, L'Eneide, Istituto editoriale italiano, 1928.
- Publio Cornelio Tacito, Le storie, Società anonima Notari, 1930.
- Théophile Gautier, Il capitan Fracassa, Mondadori, 1933.
- I poemi omerici, Signorelli, 1933.
- Quinto Orazio Flacco, Le Odi, Signorelli, 1935.
- Quinto Orazio Flacco, Gli epodi, Signorelli, 1936.
- Marco Valerio Marziale, Gli epigrammi, Zanichelli, 1940.
- Sesto Properzio, Elegie, Zanichelli, 1945.
- Caio Giulio Cesare, La guerra civile, Bologna, Nicola Zanichelli, 1951.
- Caio Giulio Cesare, La guerra gallica, Bologna, Nicola Zanichelli, 1951.
- Caio Sallustio Crispo, La congiura di Catilina, La guerra giugurtina, Orazioni e lettere, Bologna, Nicola Zanichelli, 1955.